# Polish International 2002
Die Polish International 2002 im Badminton fanden vom 1. bis zum 3. März 2002 statt.

## Finalergebnisse
| Disziplin    | Sieger                              | Finalist                            | Ergebnis                |
| ------------ | ----------------------------------- | ----------------------------------- | ----------------------- |
| Herreneinzel | Przemysław Wacha                    | Aamir Ghaffar                       | 7-5, 8-7, 7-2           |
| Dameneinzel  | Kamila Augustyn                     | Kara Solmundson                     | 7-5, 3-7, 7-4, 7-4      |
| Herrendoppel | Michał Łogosz Robert Mateusiak      | Jesper Thomsen Tommy Sørensen       | 1-7, 7-3, 7-3, 3-7, 7-3 |
| Damendoppel  | Kamila Augustyn Nadieżda Kostiuczyk | Verena Fastenbauer Simone Prutsch   | 7-2, 7-0, 7-5           |
| Mixed        | Mike Beres Kara Solmundson          | Robert Mateusiak Paulina Matusewicz | 1-7, 7-4, 7-3, 7-1      |